# Maxim Vengerov
Maxim Vengerov (in russo Максим Александрович Венгеров?, Maksim Aleksandrovič Vengerov; Novosibirsk, 20 agosto 1974) è un violinista, violista e direttore d'orchestra russo naturalizzato israeliano.

## Biografia
Maxim Vengerov nacque nella capitale della Siberia Occidentale, Novosibirsk, figlio unico di Larisa Borisovna Vengorova, direttrice di un orfanotrofio, e Aleksandr Vengerov, oboista della Filarmonica di Novosibirsk. Iniziò lo studio del violino a cinque anni, sotto la guida di Galina Turčaninova, per poi diventare allievo di Zachar Bron, con cui studiò alla Royal Academy of Music di Londra e a Lubecca.
Nel 1984, a soli dieci anni, ha vinto il 1º premio al Concorso Wieniawski di Lublino e nel 1990 ha vinto il Concorso Internazionale Carl Flesch di Londra, vittoria che lo portò a firmare un contratto discografico con Teldec e che lo lanciò nel panorama internazionale.
Nel 1990 Vengerov e la sua famiglia emigrarono in Israele, dove il padre continuò la professione di oboista; Maxim prese la cittadinanza, prestando anche servizio nell'esercito israeliano.
Nel 1997 venne nominato Ambasciatore dall'UNICEF, esibendosi per bambini in Uganda, Thailandia e Kosovo. Playing by Heart, una produzione televisiva americana della NBC che filmò gli incontri del violinista con i giovani musicisti durante i suoi corsi di perfezionamento, venne proiettata al Festival di Cannes del 1999.
Per il Teatro alla Scala di Milano eseguì nel 1992 il Concerto per violino di Mendelssohn, diretto da Carlo Maria Giulini, mentre nel 1994 suonò lo stesso concerto con l'Orchestra reale del Concertgebouw diretta da Riccardo Chailly; nel 1995 si esibì nel Concerto per violino di Brahms con l'Orchestra del Maggio Musicale Fiorentino, diretta da Zubin Mehta, nel 1996 suonò il Concerto per violino di Tchaikovsky con la London Symphony Orchestra; nel 2003 suonò ancora il Concerto di Mendelssohn con la Filarmonica della Scala al Teatro degli Arcimboldi, mentre nel 2004 eseguì il Concerto per violino di Beethoven con la London Symphony Orchestra, diretta da Colin Davis agli Arcimboldi; nel 2006 suonò il Concerto di Beethoven con la Filarmonica della Scala ed il Concerto per due violini di Bach con Leōnidas Kavakos.
Nel 2004 ottenne il Grammy Award per la Miglior interpretazione solista di musica classica con orchestra per l'album Britten: Violin Concerto - Walton: Viola Concerto, registrato con la London Symphony Orchestra e Rostropovich per l'etichetta EMI.
Nel 2005, in seguito ad una interruzione dell'attività concertistica a causa di un problema alla spalla, cominciò a dedicarsi anche alla direzione d'orchestra. Studiò con Yuri Simonov, diplomandosi nel 2014 all'Istituto Ippolitov-Ivanov e completando un ulteriore biennio di perfezionamento in direzione d'opera. Come direttore ha collaborato con importanti orchestre quali Montreal Symphony Orchestra, Toronto Symphony Orchestra, l'Orchestra nazionale di Francia, Gstaad Gestival Orchestra e molte altre).
Nel periodo 2019-2020 collaborò con l'Orchestra Sinfonica di Stato armena, diventandone artista di residenza. Parallelamente alla carriera solista, si dedicò anche alla didattica, insegnando presso Menuhin Music Academy in Svizzera e al Royal College of Music di Londra. Oltre all'insegnamento, Vengerov partecipò come commissario in varie giurie di concorsi internazionali, tra cui il concorso di direzione d'orchestra Donatella Flick e il concorso di violino Menuhin; fu inoltre presidente del concorso di violino Henryk Wieniawski nel 2011 e 2016.

## Vita privata
Nel 2011 si è sposato con la storica dell'arte Olga Gringolts, sorella del violinista Ilya Gringolts, con cui ha avuto due figlie. Risiede con la sua famiglia a Monaco.

### Strumenti
Maxim Vengerov suona lo Stradivari "ex-Kreutzer" del 1727, acquistato con l'aiuto della Contessa Yoko Nagae Ceschina. In passato ha suonato su vari Stradivari ("Reynier" del 1727 e "ex-Kiesewetter" del 1723) e ha posseduto un Carlo Landolfi del 1760, danneggiato irreparabilmente nel 2002. Avendo studiato anche violino barocco, si è esibito anche su strumenti originali.
Vengerov è anche un ottimo violista e spesso si è esibito anche in questa veste. Su prestito della Royal Academy of Music ha suonato una viola Guarneri e la viola "Achinto" di Stradivari del 1696.